# Barclaya motleyi
Barclaya motleyi là một loài thực vật có hoa trong họ Nymphaeaceae. Loài này được Hook.f. miêu tả khoa học đầu tiên năm 1862.